# درای آیدیا
درای آیدیا (انگلیسی: Dry Idea) یک برند آمریکایی ضدتعریق است که توسط ترایوینگ برندز ال‌ال‌سی تولید و به فروش می‌رسد. درای آیدیا که در سال ۱۹۷۸ توسط شرکت ژیلت معرفی شد، توسط شرکت دیال به همراه برندهای سافت اند درای و رایت گارد در سال ۲۰۰۶ به قیمت ۴۲۰ میلیون دلار به عنوان شرطی که توسط مقامات ضد انحصار برای خرید ۵۷ میلیارد دلاری پروکتر اند گمبل ژیلت تعیین شده بود، خریداری شد. شرکت دیال در سال ۲۰۰۳ توسط هنکل خریداری شد این نام تجاری توسط ترایوینگ برندز ال‌ال‌سی در ژوئن ۲۰۲۱ خریداری شد.